# Alice Blom
Alice Blom (Oudeschild, 7 aprile 1980) è una pallavolista olandese.
Gioca nel ruolo di schiacciatrice nello Schweriner Sportclub.

## Carriera
La carriera di Alice Blom inizia nel 1996 quando fa il suo esordio nel campionato olandese con la squadra dell'Olympus Sneek, dove resta per quattro stagioni. Nella stagione 2000-01 passa al Pollux, dove in tre stagione vince tre campionati consecutivi, due coppe nazionali e due supercoppe.
Nella stagione 2003-04, si trasferisce in Germania, nell'Ulm, in 1. Bundesliga, mentre in quella successiva viene ingaggiata dal Münster, sempre nel campionato tedesco, club con il quale vince lo scudetto e una Coppa di Germania. Nel 2005 ottiene le prime convocazioni nella nazionale dei Paesi Bassi.
Dopo una parentesi nel campionato cadetto italiano nell'annata 2005-06, con la Futura Volley Busto Arsizio, ritorna in patria prendendo parte al progetto del Martinus, con il quale resta per due stagioni, vincendo due scudetti, due coppe dei Paesi Bassi ed una supercoppa. Con la nazionale nel 2007, vince la medaglia d'oro al World Grand Prix.
Nella stagione 2008-09 viene ingaggiata dal Gruppo Sportivo Oratorio Pallavolo Femminile Villa Cortese, nella Serie A2 italiana, riuscendo a conquistare a fine stagione la promozione in massima serie. Con la nazionale raggiunge la finale del campionato europeo 2009, battuta poi dall'Italia.
La stagione 2009-10 è al Fenerbahçe Spor Kulübü: con la squadra turca vince lo scudetto, la coppa di Turchia e la supercoppa. Nella stagione successiva viene ingaggiata dal club azero dell'İqtisadçı Voleybol Klubu, dove giova per due annate, per poi lasciare la pallavolo al termine del campionato 2011-12.
Ritorna in campo nel gennaio 2016, ingaggiata dallo Schweriner Sportclub, club impegnato nella 1. Bundesliga tedesca, per la seconda parte della stagione 2015-16.

## Palmarès

### Club
- Campionato olandese: 5

2000-01, 2001-02, 2002-03, 2006-07, 2007-08
- Campionato tedesco: 1

2004-05
- Campionato turco: 1

2009-10
- Coppa dei Paesi Bassi: 4

2000-01, 2002-03, 2006-07, 2007-08
- Coppa di Germania: 1

2004-05
- Coppa di Turchia: 1

2009-10
- Supercoppa olandese: 3

2001, 2002, 2007
- Supercoppa turca: 1

2009

### Nazionale (competizioni minori)
- Piemonte Woman Cup 2010

### Premi individuali
- 2004 - Top Teams Cup: Miglior schiacciatrice